# Збірна Гренади з футболу
Збі́рна Грена́ди з футбо́лу — національна футбольна збірна команда, що представляє Гренаду на міжнародних футбольних змаганнях. Управляється Гренадською футбольною асоціацією. Збірна Гренади жодного разу не кваліфікувалася на чемпіонат світу, а на Карибському кубку двічі займала друге місце — у 1989 році та 2008 році.
Станом на 3 квітня 2025 посідає 174-e місце у рейтингу футбольних збірних світу.

## Чемпіонат світу
- 1930 — не грала
- 1978 — не грала
- 1982 — кваліфікувалася
- 1986 — відмовилася від участі
- 1990 — не грала
- 1994 — не грала
- 1998–2022 — не кваліфікувалася

## Чемпіонат націй КОНКАКАФ /Золотий кубок КОНКАКАФ
- 1963 — не грала
- 1977 — не грала
- 1981 — не кваліфікувалася
- 1985 — відмовилася від участі
- 1989 — не грала
- 1991 — не грала
- 1993 — не кваліфікувалася
- 2007 — не кваліфікувалася
- 2009 — груповий етап
- 2011 — груповий етап
- 2013–2019 — не кваліфікувалася
- 2021 — груповий етап
- 2023–2025 — не кваліфікувалася